# Philippe Henriot

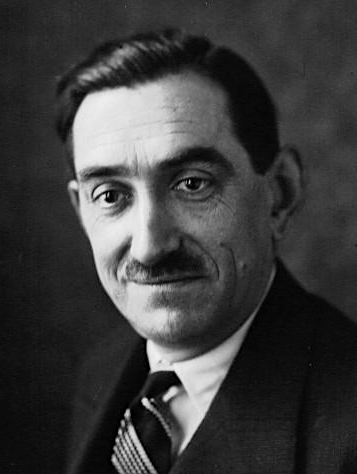
Philippe Henriot år 1934.

Philippe Henriot, född 7 januari 1889 i Reims, död 28 juni 1944 i Paris, var en fransk politiker, journalist, poet och kollaboratör. Han är mest känd för att ha varit informationsminister i Vichyregimen från december 1943 till sin död i juni följande år. Han hade tidigare varit ledamot av Frankrikes deputeradekammare 1932–1936 och 1936–1940.

## Biografi
Henriot var ursprungligen kulturjournalist och kritiker med poesi som specialitet och skrev flera böcker i ämnet, han publicerade även ett antal egna diktsamlingar innan han i slutet av 1920-talet började engagera sig politiskt. Henriot var djupt troende katolik och blev under 1930-talet en tongivande antikommunist och konservativ nationalist inom fransk politik. Han hade före och tidigt efter Frankrikes kapitulation varit emot Nazityskland, men började under hösten 1940 på eget initiativ arbeta som journalist för den tyskvänliga franska Vichyregimen under ledning av Philippe Pétain. Enligt egen utsago gick han över till tysk sida för att han såg det som nödvändigt i sin plikt att bekämpa kommunismen. Han gjorde karriär inom Vichyregimens propagandaapparat under åren som följde och utsågs i december 1943 till informationsminister och kom därmed även att bli dess propagandachef och officiella talesperson, en befattning han dock i praktiken redan innehaft en tid. Som informationsminister lät han bland annat skapa ett flertal radioprogram som förmedlade antisemitisk och tyskvänlig propaganda via den Vichykontrollerade radiostationen Radio Paris, han deltog personligen i ett stort antal av dessa program. Han hamnade även i ett uppmärksammat propagandakrig med den fria franska radiostationen Radio Londres, som sände från London, och dess frontfigur Pierre Dac. Han förekom även flitigt i tyskvänliga tidningar och propagandafilmer.
Philippe Henriots roll som Vichyregimens talesperson och propagandachef gav honom smeknamnet "Frankrikes Goebbels". Han kom för många fransmän att förkroppsliga den franska kollaborationen med Nazityskland, vilket gjorde honom avskydd och hatad.
Den 28 juni 1944, mindre än två månader före befrielsen av Paris, mördades han av medlemmar ur motståndsgruppen Maquis. Han gavs en statsbegravning i Paris och begravningsceremonin hölls i Notre Dame. Efter att de allierade återtagit Paris flyttades hans kvarlevor till en omärkt grav.